# Ahmad Taktouk
Ahmad Taktouk, né le 29 septembre 1984 à Beyrouth au Liban, est un joueur de football international libanais, qui évolue au poste de gardien de but.

## Biographie

### Carrière internationale
Il joue son premier match en équipe du Liban le 19 février 2014, en amical contre le Pakistan (victoire 3-1). Il joue ensuite une rencontre amicale face à la Syrie, le 24 mai 2015 (2-2).
Il n'apparaît plus ensuite avec la sélection. Toutefois, en janvier 2019, il est retenu par le sélectionneur Miodrag Radulović (en) afin de participer à la Coupe d'Asie des nations organisée aux Émirats arabes unis, en tant que gardien remplaçant.

## Palmarès
- Vainqueur de la Coupe du Liban en 2016 avec le Nejmeh SC
- Finaliste de la Coupe du Liban en 2015 avec le Nejmeh SC
- Vainqueur de la Supercoupe du Liban en 2016 avec le Nejmeh SC